# NGC 1858
NGC 1858 је расејано звездано јато у сазвежђу Златна риба које се налази на NGC листи објеката дубоког неба.
Деклинација објекта је - 68° 53' 54" а ректасцензија 5h 9m 55,0s. Привидна величина (магнитуда) објекта NGC 1858 износи 9,9 а фотографска магнитуда 9,8. NGC 1858 је још познат и под ознакама ESO 56-SC74.